# Campaña de Sucre en el Alto Perú
Se le conoce como Campaña de Sucre en el Alto Perú o Campaña del Alto Perú a un conjunto de operaciones militares llevadas a cabo por el Ejército Unido Libertador del Perú para terminar con las últimas banderas realistas del Alto Perú, aunque se limitó sólo en operaciones de incursiones. Dieron comienzo tras la capitulación de Ayacucho y concluyeron con la derrota del general español Pedro Antonio Olañeta en la Batalla de Tumusla por sus propias tropas amotinadas, el cual sería nombrado virrey del Río de la Plata por el rey Fernando VII, sin saber que el Mariscal Pedro Antonio de Olañeta había muerto.

## Antecedentes
El libertador del Perú, Simón Bolívar, se había puesto en comunicación con el general Pedro Antonio Olañeta, que se había rebelado contra la autoridad del virrey del Perú, José de la Serna. Aprovechando el desorden introducido en el aparato defensivo realista por la rebelión altoperuana, el ejército de Bolívar subió a la sierra y derrotó a la caballería realista del general José de Canterac en la batalla de Junín. El virrey replegó sus fuerzas, incluidas las de los generales Canterac y Jerónimo Valdés, en dirección a Cuzco, donde reorganizó sus fuerzas. Ante el avance enemigo a través del valle de Jauja, contratacó y obtuvo una victoria en la batalla de Corpahuaico. No obstante, el general Antonio José de Sucre continuó su avance y obtuvo una decisiva victoria en la llanura de Ayacucho el 9 de diciembre de 1824, que causó la capitulación del ejército realista en nombre del virrey.

## Operaciones del Ejército Libertador
Desde Ayacucho el ejército libertador del Perú se movilizó hacía el Cuzco, donde el 30 de diciembre llegó la división peruana, seguido por Sucre en los primeros días de enero, y en la tercera semana de enero de 1825 el ejército continuó en dirección a Puno, llevando a la División Peruana siempre como vanguardia, a cuyo mando estaba el coronel Francisco Burdett O'Connor, menos el batallón número 3 del Perú, que se quedó de guarnición en el Cuzco. 
El 6 de febrero el mariscal Sucre a la cabeza del Ejército Libertador cruzó el río Desaguadero para ocupar La Paz. El 29 de enero de 1825, el caudillo de la republiqueta de Ayopaya, José Miguel Lanza, había tomado la ciudad de La Paz y Olañeta se replegaba a Potosí.
Sucre partió de La Paz en dirección hacía Oruro el 9 de marzo de 1825, haciendo avanzar conjuntamente la División Peruana hacia la misma localidad. El general José María Córdova, con su división colombiana, debería quedarse en La Paz por tres meses para descansar. Esta división había llegado a la La Paz entre el 23 de febrero y el 4 de marzo sufriendo el desgaste en la que había perdido 76 hombres, y contaba 200 enfermos entre sus tropas, y que fue ocasionado por las penalidades de la marcha.
Partida de La Paz el 9 de marzo, la División Peruana llegó a Oruro el 15 del mismo mes; de ese lugar continuó a Condo, a una distancia de 27 leguas de Oruro, organizado por escalones de marcha: el 15 partieron los Húsares de Junín, el 17 el batallón N.º 2 del Perú, el 18 el batallón de la Legión Peruana de la Guardia y el batallón de La Paz. Como el Regimiento de «Dragones Americanos» se encontraba en Challapata, pueblo situado entre Oruro y Potosí, fue agregado en el camino y conjuntamente todas las fuerzas de la división peruana se reunieron en Condo, para seguir luego a Chuquisaca, en masa, en caso de que Pedro Antonio Olañeta hiciera resistencia. El 28 de marzo de 1825 el ejército peruano ocupaba Potosí, y concurrentemente Olañeta abandonaba la ciudad rumbo a Chichas.

### Batalla de Tumusla
El 29 de marzo de 1825 el coronel Carlos Medinaceli Lizarazu al frente de un cuerpo realista hizo saber al general Olañeta su resolución de acogerse a la capitulación de Ayacucho y pasarse con sus tropas a los patriotas. El general Olañeta, al saber de la decisión de Medinaceli, se puso en movimiento y lo atacó el 1 de abril de 1825. La batalla de Tumusla inició a las tres y concluyó cuatro horas después a las siete de la tarde. Herido por tiros de fusil el día 1 de abril, Olañeta cayó en tierra, a cuya vista sus soldados se dispersaron, entregándose algunos al jefe vencedor. Olañeta derrotado por las tropas del coronel Medinaceli falleció al día siguiente, el 2 de abril. Ese mismo día Medinaceli remitió el parte de la batalla al mariscal Sucre, quien dio por finalizada la campaña militar. 

El general Olañeta, que había evacuado Potosí el 28, tuvo un encuentro con una partida nuestra el 1º del corriente y, siendo completamente derrotado y herido, murió el 2. Antonio José de Sucre, Potosí, 6 de abril de 1825.